# Сусіди по кімнаті (фільм)
«Сусіди по кімнаті» (англ. Roommates) — американська кінокомедія режисера Пітера Єтса за твором Макса Еппла. Прем'єра фільму відбулась 3 березня 1995 р.

## Сюжет
У Майкла Хольцека незвичний сусід по кімнаті — його дідусь Роккі, який переїхав до внука після смерті батьків Майкла. Він трохи дивний, але дуже любить хлопчика. У них різні інтереси, але ніхто з них не залишить іншого.

## В ролях
- Пітер Фальк — Роккі Хольцек
- Джуліанна Мур — Бет Хольцек
- Даніель Бернард Суіні — Майкл Хольцек
- Еллен Берстін — Джудіт
- Ян Рубес — Болек Крупа
- Ной Флесс — Майкл в дитинстві
- Девід Том — молодий Майкл
- Скотт Коен — практикуючий інтерн
- Френкі Фейзон — професор Мартін
- Кортні Чейз — Ліза
- Райан Келлі — Мо
- Вільям Мейсі — лікар (нема в титрах)

## Номінації
- 1996 — Номінація на премію «Оскар» за найкращий грим — Ґреґ Кенном, Роберт Лейден, Коллін Калахан
- 1996 — Номінація на премію «Молодий актор» за найкращу жіночу роль до 10 років — Кортні Чейз

## Цікаві факти
Щоби нанести грим Пітеру Фальку, а потім зняти його, гримери витрачали по чотири години в день.

## Саундтрек
- «(Maybe We'll Wait) 'Til Sunday» у виконанні Kenneth
- «Sweet Dreams (Are Made Of This)» у виконанні гурту Eurythmics
- «Many Rivers To Cross» у виконанні гурту UB40
- «Beer Barrel Polka (Roll Out The Barrel)»
- «I Scream» у виконанні гурту Twenty Mondays
- «Happy Birthday to You»